# Christen Raunkiær
Christen Christiansen Raunkiær (29 marzo 1860 – 11 marzo 1938) è stato un botanico danese.
Conosciuto soprattutto per il suo sistema di classificazione delle forme biologiche vegetali, il sistema Raunkiær, con cui le piante vengono categorizzate in base alla posizione delle gemme durante la stagione avversa. Questo sistema venne descritto nel 1934 nella sua opera The Life Forms of Plants and Statistical Plant Geography, pubblicata dall'Oxford University Press.
Durante la sua vita, dopo la laurea in biologia e la specializzazione in botanica, Raunkiær lavorò presso l'Università di Copenaghen, dove fu assistente scientifico dell'Orto e del Museo Botanico, dal 1893 al 1911, e professore di botanica dal 1912 al 1923.